# Feldbahn-Museum 500

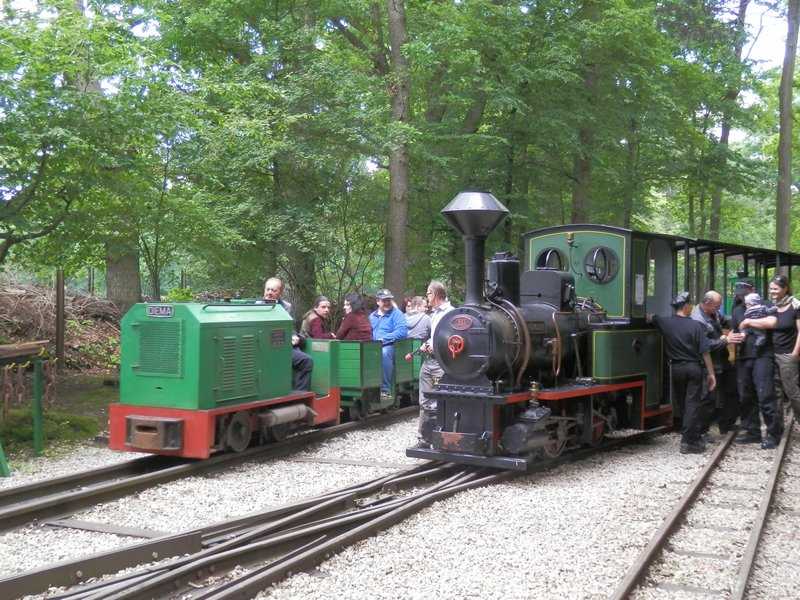
Krauss-Dampflok und Diema-Diesellok

Das Feldbahn-Museum 500 ist ein Museum in Nürnberg, in dem Feldbahnen der seltenen Spurweite 500 mm gesammelt und präsentiert werden. Neben dem jüngeren 500mm Feldbahnprojekt in Berlin ist es die einzige Sammlung von Material dieser Spurweite in Deutschland und zugleich auch die größte.

## Geschichte
Das Museum geht auf die Sammlung seines verstorbenen Gründers Karlheinz Rohrwild zurück. Heute wird es vom Verein Feldbahn-Museum 500 e. V. getragen.

## Fahrzeuge
Das Museum verfügte 2010 über 86 Lokomotiven, darunter zwei betriebsfähige Dampflokomotiven und die vermutlich älteste fahrfähige Feldbahn-Diesellok Deutschlands. Unter den über 400 Personenwagengarnituren befinden sich die fünf 1928 gebauten Wagen der früheren Nürnberger Tiergartenbahn und Wagen des Berchtesgadener Besucherbergwerks. Schwerpunkte bei den Güterfahrzeugen sind Grubenwagen und Fahrzeuge aus den Ziegeleien des Nürnberger Umlands.

## Besuchsmöglichkeiten
Das Museum ist an einzelnen Tagen im Jahr für das Publikum geöffnet. Darüber hinaus sind Besichtigungen auf Vereinbarung möglich. Dabei werden die Fahrzeuge auf der weitläufigen, im hügeligen Gelände verlaufenden Gleisanlagen, die über 1 km Länge umfassen und einen 330 Meter langen Rundkurs beinhalten, im Betrieb vorgeführt.

## Galerie

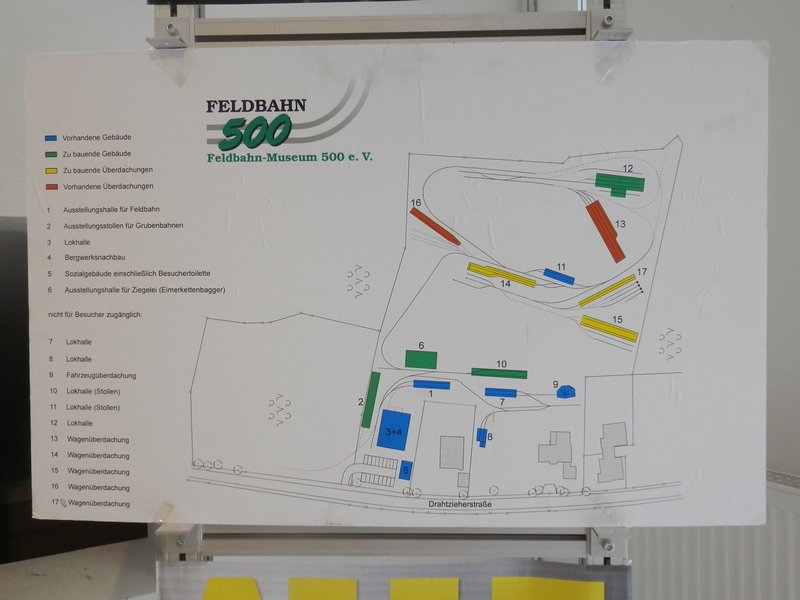
Geländeplan
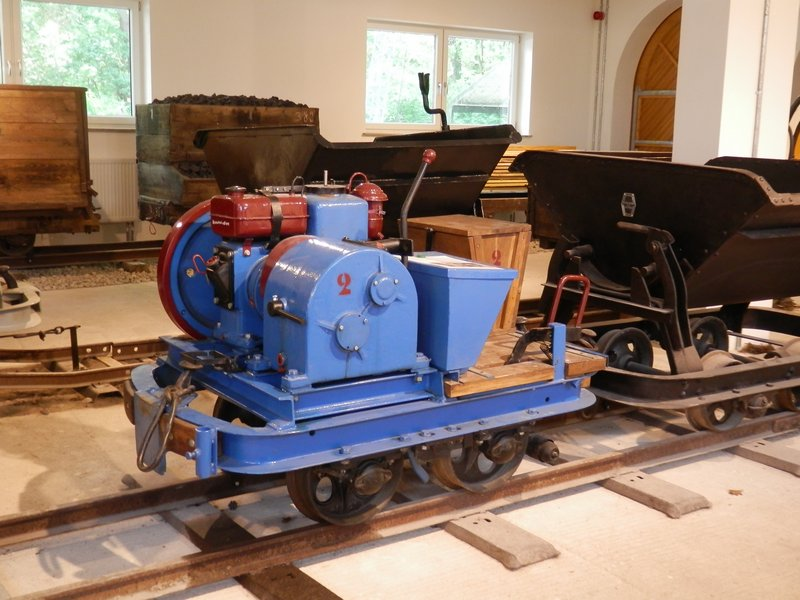
Kleine Feldbahnlok
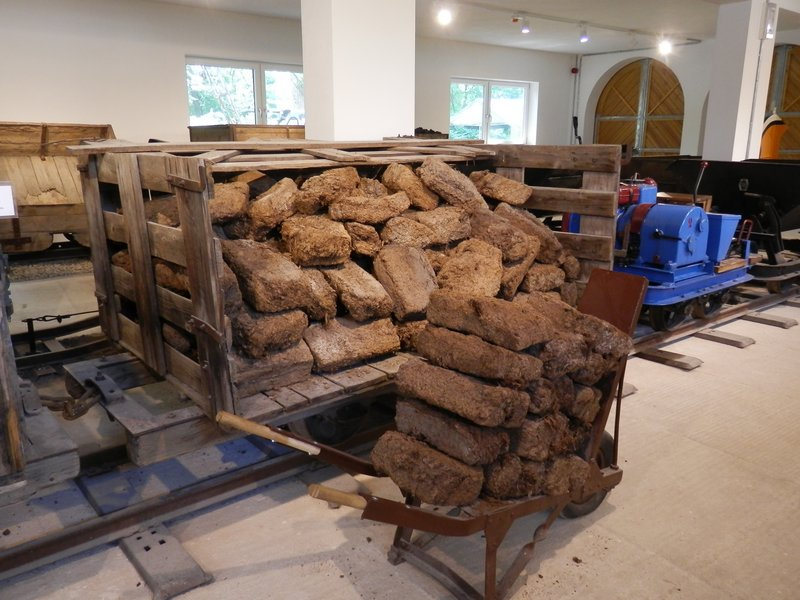
Torf-Transportwagen
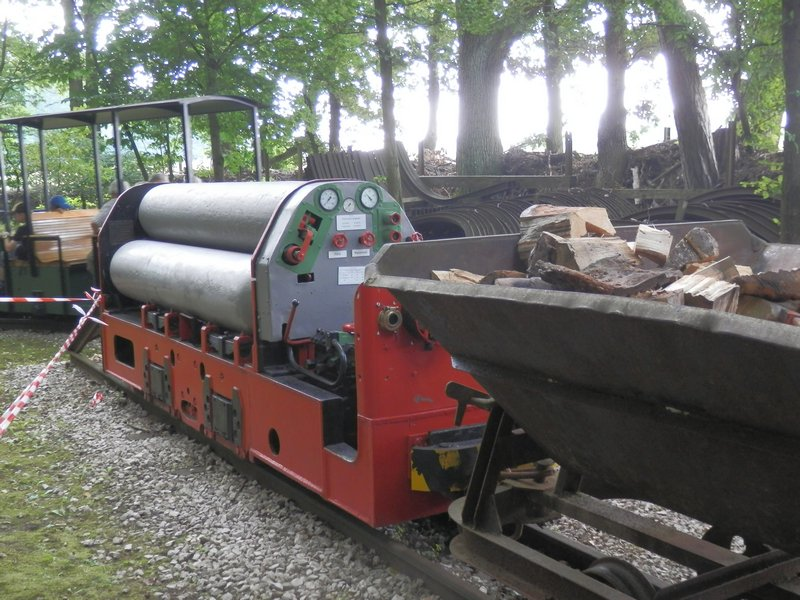
Druckluft-Grubenlok
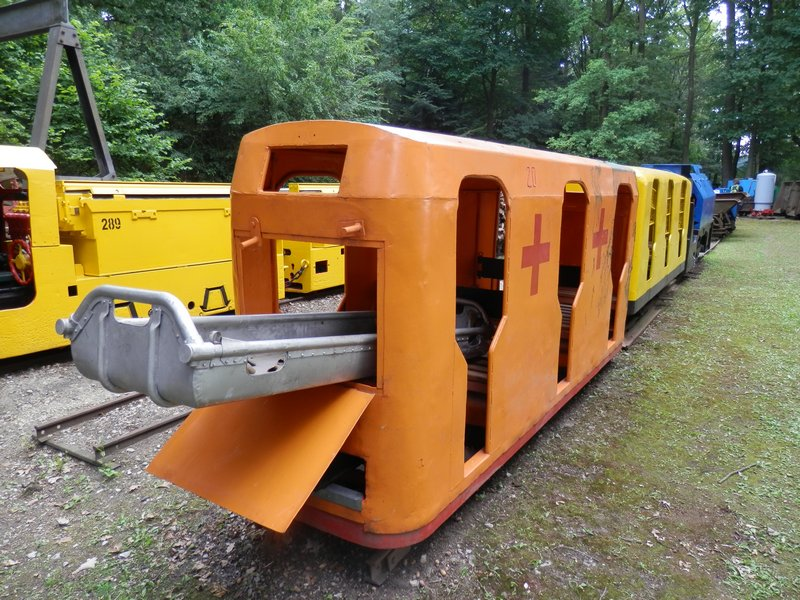
Krankentransportwagen
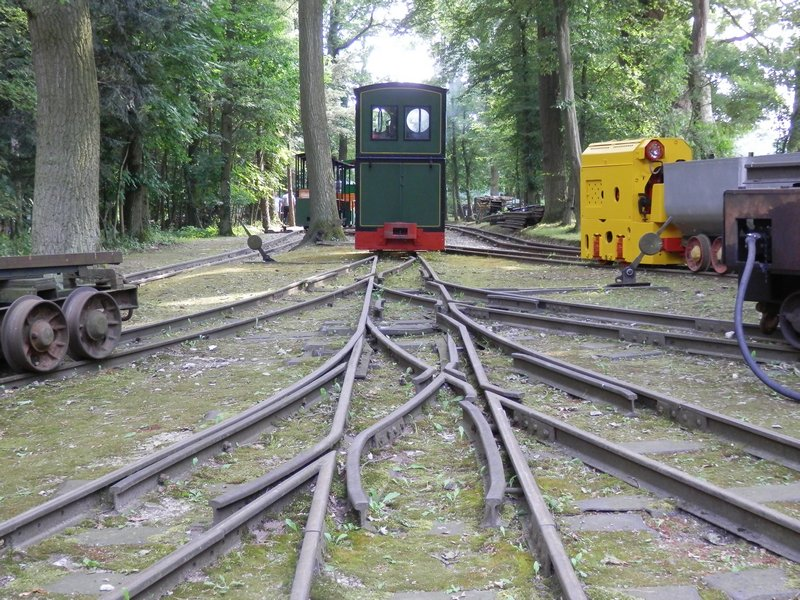
Weichenstraße mit Krauss-Dampflok
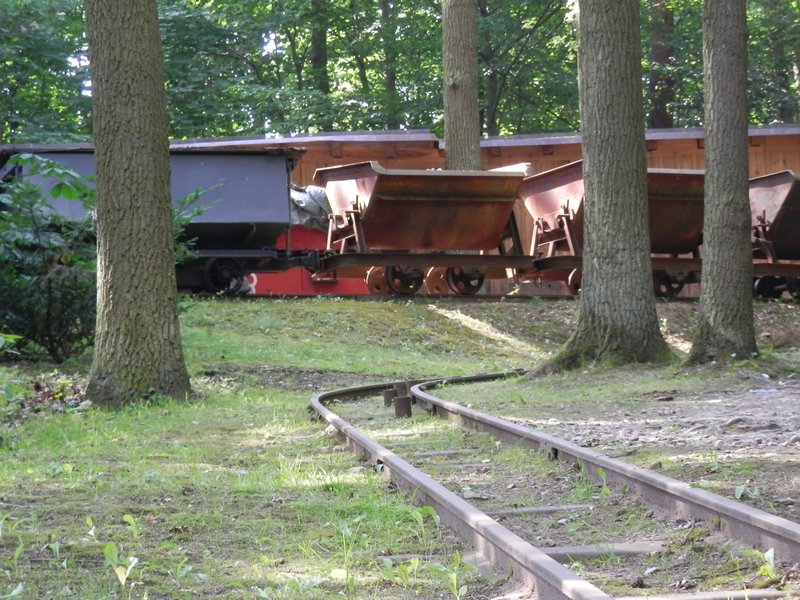
Steilrampe mit Seilzug
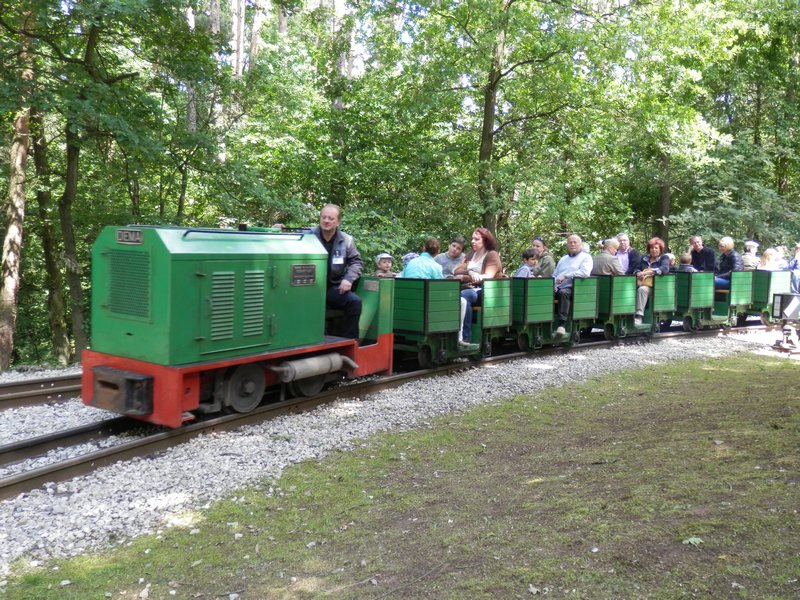
Diema-Lok mit Wagen der alten Tiergartenbahn